# Ёнэмото, Такудзи
Такудзи Ёнэмото (яп. 米本 拓司, род. 3 декабря 1990, Итами, Хиого) — японский футболист.

## Клубная карьера
На протяжении всей своей футбольной карьеры выступал за клуб «Токио».

## Карьера в сборной
В 2010 году сыграл за национальную сборную Японии один матч, против сборной Йемена.

## Достижения
- Обладатель Кубка Императора: 2011
- Обладатель Кубка Джей-лиги: 2009